# Bella Coola
Bella Coola är en ort i Kanada.   Den ligger i Central Coast Regional District och provinsen British Columbia, i den sydvästra delen av landet, 3 700 km väster om huvudstaden Ottawa. Bella Coola ligger 19 meter över havet och antalet invånare är 2 289.
Terrängen runt Bella Coola är huvudsakligen mycket bergig. Bella Coola ligger nere i en dal. Runt Bella Coola är det glesbefolkat, med 18 invånare per kvadratkilometer.. Det finns inga andra samhällen i närheten. 